# جزر الأمير إدوارد
جزر الأمير إدوارد تتكون من جزيرتان صغيرتان في المحيط الهندي شبه القطب الجنوبي وهما جزء من جنوب إفريقيا. سُميت جزيرة ماريون (على مارك جوزيف ماريون دو فريسني "مستكشف فرنسي") وجزيرة الأمير إدوارد (سميت باسم الأمير إدوارد دوق كينت وستراثيرن). السكان الوحيدون في الجزر هم موظفو محطة أبحاث الأرصاد الجوية والبيولوجية التي يديرها برنامج جنوب أفريقيا الوطني لأنتاركتيكا في جزيرة ماريون.

## المناخ
يظهر الجدول التالي التغييرات المناخية على مدار السنة لجزر الأمير إدوارد:
| البيانات المناخية لـجزر الأمير إدوارد           | البيانات المناخية لـجزر الأمير إدوارد | البيانات المناخية لـجزر الأمير إدوارد | البيانات المناخية لـجزر الأمير إدوارد | البيانات المناخية لـجزر الأمير إدوارد | البيانات المناخية لـجزر الأمير إدوارد | البيانات المناخية لـجزر الأمير إدوارد | البيانات المناخية لـجزر الأمير إدوارد | البيانات المناخية لـجزر الأمير إدوارد | البيانات المناخية لـجزر الأمير إدوارد | البيانات المناخية لـجزر الأمير إدوارد | البيانات المناخية لـجزر الأمير إدوارد | البيانات المناخية لـجزر الأمير إدوارد | البيانات المناخية لـجزر الأمير إدوارد |
| الشهر                                           | يناير                                 | فبراير                                | مارس                                  | أبريل                                 | مايو                                  | يونيو                                 | يوليو                                 | أغسطس                                 | سبتمبر                                | أكتوبر                                | نوفمبر                                | ديسمبر                                | المعدل السنوي                         |
| ----------------------------------------------- | ------------------------------------- | ------------------------------------- | ------------------------------------- | ------------------------------------- | ------------------------------------- | ------------------------------------- | ------------------------------------- | ------------------------------------- | ------------------------------------- | ------------------------------------- | ------------------------------------- | ------------------------------------- | ------------------------------------- |
| الدرجة القصوى °م (°ف)                           | 25.6 (78.1)                           | 22.9 (73.2)                           | 22.2 (72.0)                           | 19.3 (66.7)                           | 18.4 (65.1)                           | 18.2 (64.8)                           | 18.6 (65.5)                           | 16.5 (61.7)                           | 17.0 (62.6)                           | 17.7 (63.9)                           | 19.2 (66.6)                           | 21.9 (71.4)                           | 25.6 (78.1)                           |
| متوسط درجة الحرارة الكبرى °م (°ف)               | 10.6 (51.1)                           | 10.9 (51.6)                           | 10.6 (51.1)                           | 9.2 (48.6)                            | 7.9 (46.2)                            | 7.3 (45.1)                            | 6.6 (43.9)                            | 6.3 (43.3)                            | 6.6 (43.9)                            | 7.7 (45.9)                            | 8.8 (47.8)                            | 9.8 (49.6)                            | 8.5 (47.3)                            |
| المتوسط اليومي °م (°ف)                          | 7.2 (45.0)                            | 7.7 (45.9)                            | 7.4 (45.3)                            | 6.2 (43.2)                            | 5.1 (41.2)                            | 4.7 (40.5)                            | 4.1 (39.4)                            | 3.7 (38.7)                            | 3.8 (38.8)                            | 4.5 (40.1)                            | 5.3 (41.5)                            | 6.3 (43.3)                            | 5.5 (41.9)                            |
| متوسط درجة الحرارة الصغرى °م (°ف)               | 4.8 (40.6)                            | 5.3 (41.5)                            | 5.0 (41.0)                            | 3.8 (38.8)                            | 2.8 (37.0)                            | 2.2 (36.0)                            | 1.7 (35.1)                            | 1.2 (34.2)                            | 1.4 (34.5)                            | 2.0 (35.6)                            | 2.8 (37.0)                            | 3.8 (38.8)                            | 3.1 (37.6)                            |
| أدنى درجة حرارة °م (°ف)                         | −1.5 (29.3)                           | −1.4 (29.5)                           | −2.5 (27.5)                           | −2.2 (28.0)                           | −3.0 (26.6)                           | −6.0 (21.2)                           | −6.0 (21.2)                           | −5.5 (22.1)                           | −6.9 (19.6)                           | −4.7 (23.5)                           | −3.9 (25.0)                           | −1.5 (29.3)                           | −6.9 (19.6)                           |
| الهطول مم (إنش)                                 | 219 (8.6)                             | 195 (7.7)                             | 216 (8.5)                             | 219 (8.6)                             | 232 (9.1)                             | 204 (8.0)                             | 194 (7.6)                             | 187 (7.4)                             | 183 (7.2)                             | 170 (6.7)                             | 170 (6.7)                             | 203 (8.0)                             | 2٬399 (94.4)                          |
| متوسط أيام هطول الأمطار (≥ 1.0 mm)              | 21                                    | 18                                    | 19                                    | 20                                    | 22                                    | 23                                    | 23                                    | 22                                    | 21                                    | 19                                    | 19                                    | 20                                    | 247                                   |
| متوسط الرطوبة النسبية (%)                       | 83                                    | 84                                    | 84                                    | 84                                    | 85                                    | 86                                    | 85                                    | 84                                    | 83                                    | 82                                    | 82                                    | 83                                    | 84                                    |
| ساعات سطوع الشمس الشهرية                        | 160.4                                 | 134.7                                 | 114.2                                 | 90.8                                  | 82.1                                  | 57.5                                  | 65.9                                  | 91.7                                  | 103.9                                 | 137.7                                 | 159.1                                 | 159.9                                 | 1٬357٫9                               |
| المصدر #1: NOAA                                 |                                       |                                       |                                       |                                       |                                       |                                       |                                       |                                       |                                       |                                       |                                       |                                       |                                       |
| المصدر #2: Meteo Climat (record highs and lows) |                                       |                                       |                                       |                                       |                                       |                                       |                                       |                                       |                                       |                                       |                                       |                                       |                                       |